# Initiative populaire « pour une protection efficace des locataires »
L'initiative populaire « pour une protection efficace des locataires » est une initiative populaire suisse, rejetée par le peuple et les cantons le 25 septembre 1977.

## Contenu
L'initiative demande de remplacer le 2e alinéa de l'article 34septies par un nouvel article 31sexties qui introduit plusieurs mesures de défense des locataires, dont en particulier le contrôle des loyers par la Confédération et l'extension de la protection contre les résiliations de baux.
Le texte complet de l'initiative peut être consulté sur le site de la Chancellerie fédérale.

## Déroulement

### Contexte historique
Un contrôle des prix quasi absolu avait été maintenu pendant toute la période de la Seconde Guerre mondiale et la décennie suivante, ce contrôle, dès 1949 ; ce contrôle est ensuite progressivement réduit pour passer à une simple surveillance, en conservant toutefois certains obligations, telle que celle d'afficher les prix au détail pour ne plus concerner, en 1952, que les carburants, le charbon, le bois de sapin, ainsi que plusieurs produits d'alimentation tels que le pain, la farine, le lait, les fruits et légumes et les œufs.
Dès 1953 cependant, la Confédération est autorisée à prescrire des prix maxima sur les loyers et les fermages, ainsi que sur les « prix pour les marchandises destinées au marché intérieur lorsque la formation du prix de ces marchandises est influencée par des mesures de protection ». Cette mesure, prévue pour s'éteindre progressivement au 31 décembre 1956, est combattue par une initiative appelée « concernant la protection des locataires et des consommateurs » qui propose de proroger et d'étendre ces mesures ; l'initiative, de même que son contre-projet qui propose d'étendre ces mesures jusqu'en 1960 au plus tard, est refusée en votation le 13 mars 1955.
Malgré ce refus populaire, plusieurs additifs constitutionnels sont adoptés dans les années suivantes (22 décembre 1955, 24 mars 1960 et 9 octobre 1964) pour prolonger ce régime spécial en l'adoucissant progressivement et tout en conservant comme objectif finale « l'incorporation du secteur du logement à l'économie de marché ». Le dernier additif du 20 mars 1964 donne comme date butoir pour remplacer le contrôle des loyers par une simple surveillance la fin de l'année 1866 pour les villes de Zurich, Berne, Bâle, Lausanne et Genève et le 1er janvier 1965 pour les autres communes ; la suppression de toutes les prescriptions en matière de loyers est, quant à elle, prévue pour la fin de l'année 1969. En 1967, afin de contrer cette date de fin, une initiative populaire « pour le droit au logement et le développement de la protection de la famille » est lancée afin d'inscrire dans la Constitution le droit au logement. Rejetée le 27 septembre 1970, cette initiative n'empêchera pas la libération du marché de l'immobilier comme prévu.

### Récolte des signatures et dépôt de l'initiative
La récolte des 100 000 signatures nécessaires a débuté le 3 septembre 1972. Le 30 juin de l'année suivante, l'initiative a été déposée à la chancellerie fédérale qui l'a déclarée valide le 24 juillet.

### Discussions et recommandations des autorités
Le Conseil fédéral et le parlement recommandent tous deux le rejet de cette initiative. Dans son message adressé à l'assemblée, le Conseil fédéral rappelle les résultats négatifs qui avaient été enregistrés suivant le contrôle des loyers mis en place grâce aux mesures extraordinaires tout en affirmant que l'arrêté pris dans ce domaine « a, dans l'ensemble, donné satisfaction ». Il propose cependant un contre-projet sous la forme d'un article constitutionnel demandant à la Confédération d'édicter des dispositions « visant à protéger les locataires contre les loyers abusifs et autres prétentions des bailleurs » sur l'ensemble du territoire et non seulement dans les régions touchées par une pénurie de logements comme alors précisé dans la législation en vigueur.

### Votation
Soumise à la votation le 25 septembre 1977, l'initiative est refusée par 16 5/2 cantons et 55,3 % des suffrages exprimés. Le tableau ci-dessous détaille les résultats par cantons :
Le contre-projet du gouvernement est, quant à lui, également rejeté mais par 18 4/2 cantons et 50,1 % des suffrages exprimés. Le tableau ci-dessous détaille les résultats par cantons pour ce contre-projet :